# 에드윈 M. 스탠턴
에드윈 맥마스터스 스탠턴(Edwin McMasters Stanton, 1814년 12월 19일 ~ 1869년 12월 24일)은 미국의 변호사, 정치인이자 25대 법부장관 (1860년 ~ 1861년)과 남북 전쟁과 재건 시대에 27대 전쟁장관(1862년 ~ 1868년)을 지냈다. 덜 주목할 만한 것은 스탠턴이 미국 대법원에 대법관으로서 짧은 기간을 지낸 것에 대한 논쟁이다. 애초에 에이브러햄 링컨에 반대하고 '무식한 촌뜨기'라고 그를 비난했지만 링컨은 도리어 스탠턴의 리더십을 칭찬했고 고매한 링컨의 인격에 감명을 받은 스탠턴은 "국가의 이익을 위하여" 직무를 받아들였다. 스탠턴은 노예 해방 선언과 자신이 거의 방어한 해방된 노예 남성과 여성들의 권리의 강한 지지자였다. 그는 또한 합중국의 확고한 지지자이기도 하였으며 남북 전쟁이 일어난 동안과 그 후에 그 생존을 보장하는 데 일을 하여 남부의 분리를 불법과 비헌법적으로 여겼다. 논쟁이 일어난 동안 그의 전쟁부 관리는 노예 제도에 종말에 관하여 가져온 북부의 승리로 소중한 공헌을 만들었고, 미국의 영토적 무결성을 유지하였다.

## 어린 시절과 경력
오하이오주 스타이벤빌에서 데이비드 스탠턴과 루시 노먼의 4명의 자식들 중 맏아들로 태어났다. 그의 부친은 퀘이커교 주의 내과 의사였다. 1827년 부친이 사망한 후, 스탠턴은 그 후에 5년 동안 서점에서 구직하였다. 스탠턴은 다음에 변호사와 노예제를 반대하는 민주당원으로서 오하이오주에서 자신의 정치 생활을 시작하려고 하였다. 자신의 가족을 지원하는 데 직업을 찾으러 1833년 케니언 칼리지를 떠난 후, 그는 1836년 오하이오주 법정으로 수용되었다. 그는 동년에 메리 스탬슨에게 결혼하여 2명의 자식들을 두었다. 1837년 그는 노예제에 그의 견해들에 영향을 미쳐 자신을 그 제도와 퍼짐을 단호하게 반대하게 만든 장기간 친구 벤저민 태펀 판사와 파트너십으로 들어갔다. 스탠턴은 미국 상원에서 그가 의석을 확보하는 도움을 주는 데 1838년 성공적으로 태펀을 위하여 선거 운동을 벌였다. 1840년 그는 대통령을 위하여 마틴 밴 뷰런을 지지하였고, 4년 후 같은 직무를 위하여 제임스 K. 포크를 후원하였다. 그의 법률 실행이 다가오는 세월에 자라났어도 1844년 그는 자신의 부인을 잃어 우울한 과정으로 들어갔다. 스탠턴은 오하이오주의 작은 타운 캐디즈에 집을 지어 1847년 펜실베이니아주 피츠버그로 이주할 때까지 거기서 법률을 실행하였고, 태펀과 헤어져 찰스 셰일러와 파트너십을 형성하였다. 그는 적절한 변호사였고 그의 사업은 번성하였다.

## 법률과 정치
1856년 스탠턴은 엘렌 허치슨과 재혼하여 워싱턴 D. C.로 이주하여 미국 대법원 앞에서 큰 법률 실행을 가졌다. 1859년 스탠턴은 자신의 부인의 애인 필립 바턴 키 2세 (프랜시스 스콧 키의 아들)를 살해한 혐의에 재판을 받은 정치인이자 북군의 장군 대니얼 E. 시클스의 선정적인 재판에서 변호인이었으나 스탠턴이 미국 역사상 광기 변호의 첫 이용을 호출했던 후에 시클스는 면제되었다.

## 법무장관
1860년 스탠턴은 제임스 뷰캐넌 대통령에 의하여 법무장관으로 임명되었다. 그는 강하게 남부 주들의 탈퇴를 강하게 반대하였고, 그것을 용인에서 비헌법적이자 불법으로서 비난으로 뷰캐넌의 직위를 멀리 변경하기 위하여 역사가들에 의하여 인정되었다.

## 전쟁장관

### 남북 전쟁
스탠턴은 1860년 공화당의 에이브러햄 링컨에 정치적으로 반대되었다. 그 사실에 그는 대통령을 위하여 남부 민주당원 존 C. 브레킨리지를 성원하여 그의 선거 만이 합중국의 분열을 막을 것이라고 믿었다. 링컨이 대통령으로 선출된 후, 스탠턴은 1862년 1월 15일 자신이 대체한 무능한 전쟁장관 사이먼 캐머런에 법률 고문으로 일하는 데 동의하였다. 그는 "국가를 구하는 도움을 주는" 것만으로 직위를 받아들였다.
그는 큰 전쟁부를 관리에 매우 효과적이었으나 자신이 남부의 배신자 동정심을 가진 것으로 의심을 둔 북군 사관들의 박해로 자신의 동력의 숙고적인 용량을 바쳤다. 1862년 8월 8일 스탠턴은 "자원 봉사자 입대에 낙담시키는 것에, 혹은 적을 원조하고 위로하는 아무 방향에서, 혹은 미국에 대항하는 다른 불충실한 행위에 연설하거나 글을 쓰는 것에 종사될 수 있는 사람들을 법령에 의하여 체포하고 투옥시키는" 명령을 내렸다. 그는 북군의 사령과 조지 B. 매클렐런과 친구였고 스탠턴이 그의 철수를 요구한 점에 전장에 부적절함을 증명했을 때까지 최고의 믿음을 가졌고, 링컨 대통령에 의하여 결국적으로 이것이 부여받았다.
대통령은 스탠턴의 능력을 인정하였으나 필요할 때마다 링컨은 "그의 마음을 떠보는" 데 관리하였다. 스탠턴은 한번 전쟁부 전신국장 토머스 에커트를 해고시키는 데 노력하였다. 링컨은 에커트를 방어하면서 이 것을 지켰으며 스탠턴에게 그가 좋은 일을 하고 있었다고 말하였다. 이 일은 에커트가 그의 직업을 간직하는 것으로 이끌었다. 아직 압박이 직무로부터 인기 없는 장관을 제거하는 데 노력되었을 때 링컨은 "만약 당신이 그와 같은 또다른 전쟁장관을 찾는다면 난 기꺼이 그를 임명하겠다."라고 답변하였다. 스탠턴은 공화당원이 되어 노예와 자유 흑인 인구에 혜택을 줄 활동을 단호하게 취하였고, 링컨에 관한 자신의 의견을 분명히 바꾸었다. 스탠턴은 율리시스 S. 그랜트 사령관과 좋은 관계를 가졌으나 그는 해방 노예들을 불공평하게 대한 것으로 자신이 의심을 둔 윌리엄 T. 셔먼과 눈을 마주치지 않았고 둘은 평생 적으로 남았다. 스탠턴은 링컨 암살 사건에 당황하였고, 사건에 대비하여 즉시 명령을 일시적으로 받았다. 링컨의 사망에 스탠턴은 "이제 그는 시대에 속한다."라고 알아차렸고, "거기에 세상이 여태까지 본 남성들의 가장 완벽한 통치자가 누워있다."라고 비탄하였다. 그는 링컨 암살에 연루된 체포와 기소를 격렬하게 수행하였다. 이 소송 절차들은 민사 법원들에 처리되지 않았고 군사 법정에 의하여, 따라서 스탠턴의 후견 아래였다. 스탠턴은 이후에 가장 두드러지게 루이스 바이히만의 변조를 목격하고, 시련의 결과를 왜곡한 다른 활동들에 기소되었다.

### 앤드루 존슨 행정부
스탠턴은 1868년까지 앤드루 존슨 대통령 아래 지속적으로 전쟁장관의 직위를 보유하였다. 시초적으로 둘은 스탠턴이 해방 노예들이 학대를 받았다는 소문을 들었을 때까지 존슨의 관대한 정책에 동의하였다. 그 후에 대통령과 그의 관계들은 좋지 않았고, 존슨은 내각으로부터 스탠턴을 제거하고 그를 로렌조 토머스와 대체하는 데 시도하였다. 하지만 스탠턴은 그의 직무에 자신을 방책으로 막았고, 임기법을 위반한 존슨의 활동들을 주장한 의회에서 급진파들은 그에 탄핵 소송 절차들을 설립하였다. 하지만 존슨은 단일 투표에 의하여 탄핵을 벗어났고, 스탠턴은 존 스코필드에 의하여 대체되는 데 5월 26일 사임하였다.

### 대법원에 순간
이 후에 스탠턴은 사임하고 법률 실행으로 복귀하였다. 그는 성공적으로 그랜트의 대통령 선거 운동을 벌여 다음해 그는 그랜트 대통령에 의하여 미국 대법원으로 임명되었으나 자신이 상원에 의하여 승인된지 4일 후에 사망하였고, 자신의 임종에 직무의 선서를 하고 있었으며 대법원에 가장 짧은 재직 기간을 위한 기록을 세웠다. 그는 워싱턴 D. C.에서 사망하여 오크힐 묘지에 안장되었다.
이 점은 미국 대법원에 재판관으로서 스탠턴을 명단에 올리지 않은 재판관들의 그 공식적 명단에서 대법원 웹사이트 자신에 의하여 이의가 제기되었으나 다음과 같이 적어 두었다.
"소정의 맹세를 함으로 목격되면서 지명자에 의하여 임명과 위임의 승낙은 여기 암시되어 있다; 그렇지 않으면 개인은 대법원 회원들의 이 명단에 실려있지 않다. 예를 들어 ... 자신이 대법원 회원이 되는 것을 향한 필요적인 단계들을 택할 수 있기 전에 사망한 에드윈 M. 스탠턴이다."

## 유산
스탠턴은 남북 전쟁에 이어 해방 노예들의 권리들의 확고한 방어자였고, 노예 해방 선언과 논쟁이 있는 동안 북군에 전 노예들의 고용을 위하여 밀고 나갔다. 그는 직무에 능숙했고 자신의 이익에 동정하는 사람들에게 따뜻함을 증명하였다. 그는 불공평하게 해방 노예들을 대접한 개인들을 싫어하였고, 가능할 때 그런 활동들이 기소되었는지를 확인하는 데 열심히 일하였다. 그는 자신의 일생을 통하여 합중국으로, 그리고 그 생존 보장으로 헌신되었다.
1890년과 1891년의 시리즈인 1 달러 법정 지폐에는 관찰에 스탠턴의 초상화들을 나타낸다. 스탠턴은 또한 50 센트에서 소액 통화의 4번째 발행에 나오기도 한다. 플로리다주 잭슨빌에 있는 스탠턴 칼리지 예비 학교는 물론, 미국 국회의사당으로부터 4 블록 떨어진 스탠턴 공원은 그의 이름을 땄다. 1862년에 만들어진 증기 기관차는 새로운 전쟁장관의 영예에 "E. M. 스탠턴 호"로 이름이 붙었다.

## 같이 보기
- 미국 남북 전쟁